# Lepidium pseudopapillosum
Lepidium pseudopapillosum är en korsblommig växtart som beskrevs av Albert Thellung. Lepidium pseudopapillosum ingår i släktet krassingar, och familjen korsblommiga växter. Inga underarter finns listade i Catalogue of Life.